# Ricky Fataar

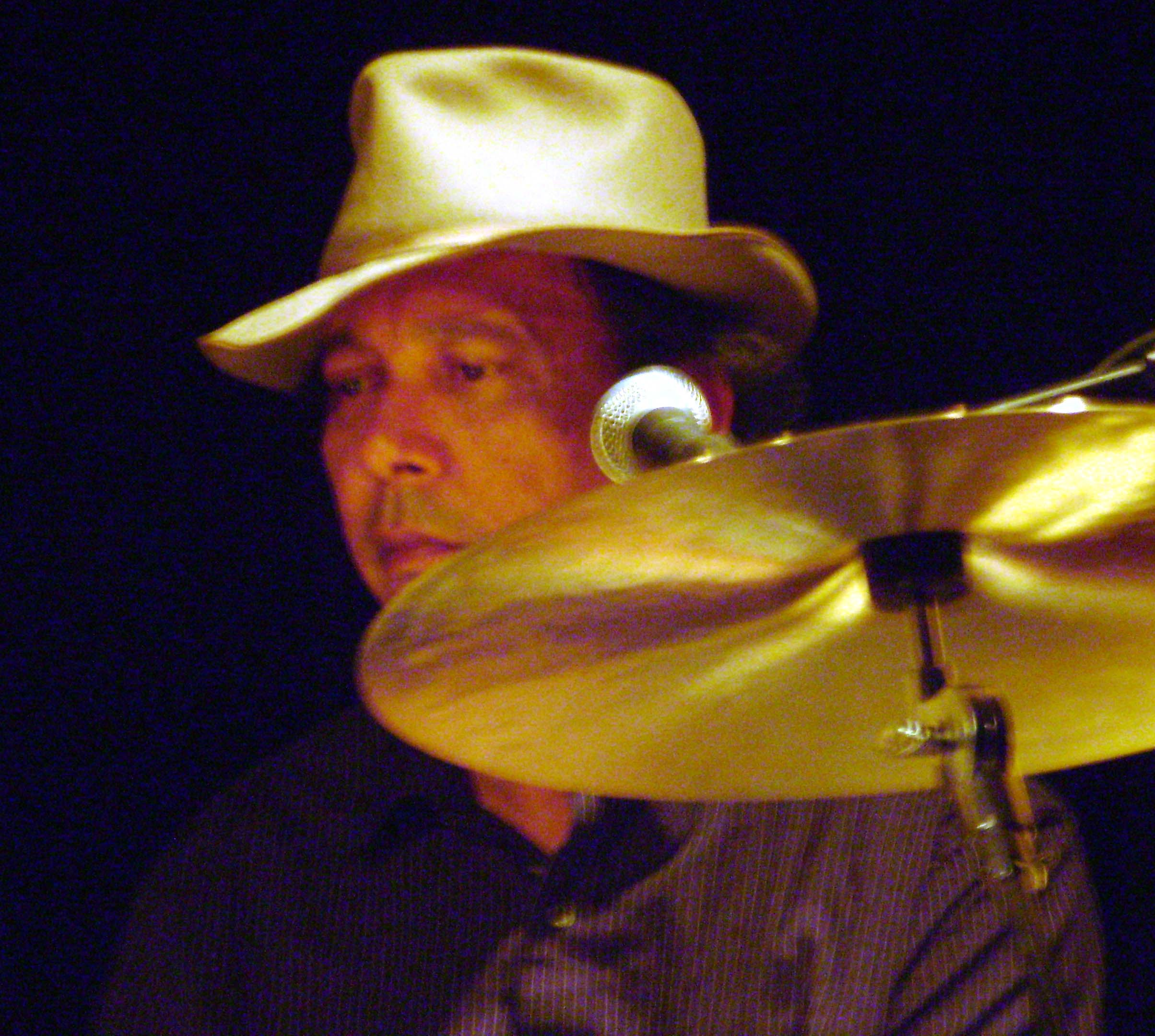
Ricky Fataar 2008

Ricky Fataar (* 5. September 1952 in Durban, Südafrika) ist ein südafrikanischer Schlagzeuger. Er wurde bekannt durch seine Mitgliedschaft bei den Beach Boys sowie als Mitglied der fiktiven Band The Rutles.

## Leben

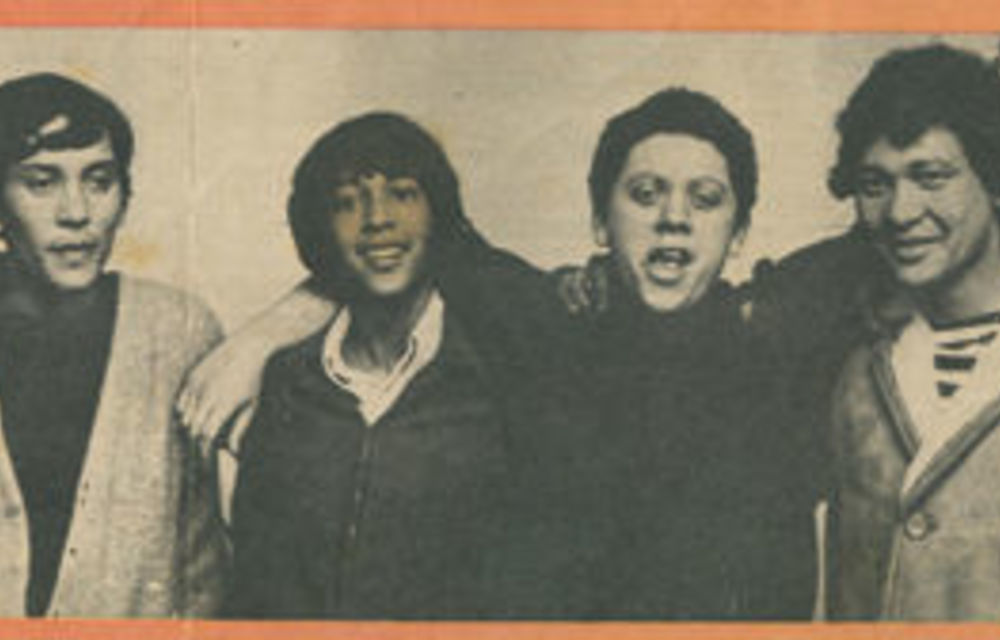
The Flames

Fataar war ab 1965, ebenso wie Blondie Chaplin, ein Mitglied der Band The Flames. 1968 zog er nach England und trat nach der Auflösung zwischen 1972 und 1974 gemeinsam mit den Beach Boys auf. Er spielte auf den Aufnahmen zu So Tough, Holland und In Concert, schrieb hierfür einige Songs und produzierte sie auch. 1974 stieg er aus der Band aus, hatte aber weiter Kontakt zu Dennis Wilson. Er ist als Studiomusiker auf einigen Beach-Boys-Alben zu finden.
Im Jahr 1978 spielte Fataar im Mockumentary-Film All You Need Is Cash mit, besser bekannt als The Rutles. Dieser parodiert die Geschichte der real existierenden Band The Beatles. Seine Rolle war Stig O’Hara, der Leadgitarrist der Band (analog zu George Harrison). Später arbeitete er als Studio- und Tourmusiker, unter anderem mit dem Jazzgitarristen John Scofield.

## Diskografie
Mit The Flames 
- Ummm! Ummm! Oh Yeah!!! (1965)
- Thats Enough (1967)
- Burning Soul! (1967)
- Soul Meeting!! (1968)
- Soulfire!! (1968)
- Ball of Flames (1970)
- The Flame (1970)

 Mit den Beach Boys 
- So Tough (1972)
- Holland (1973)
- In Concert (1973)

 Mit The Rutles 
- The Rutles (1978)
- The Rutles 12" EP (1978)
- The Rutles Archaeology (1996)

| Personendaten    | Personendaten                 |
| ---------------- | ----------------------------- |
| NAME             | Fataar, Ricky                 |
| KURZBESCHREIBUNG | südafrikanischer Schlagzeuger |
| GEBURTSDATUM     | 5. September 1952             |
| GEBURTSORT       | Durban, Südafrika             |